# Frost (Minnesota)
Frost é uma cidade localizada no estado americano de Minnesota, no Condado de Faribault.

## Demografia
Segundo o censo americano de 2000, a sua [´população era de 251 habitantes.
Em 2006, foi estimada uma população de 233, um decréscimo de 18 (-7.2%).

## Geografia
De acordo com o United States Census Bureau tem uma área de
1,4 km², dos quais 1,4 km² cobertos por terra e 0,0 km² cobertos por água.

## Localidades na vizinhança
O diagrama seguinte representa as localidades num raio de 20 km ao redor de Frost.